# Yim Wing-chun
Pour les articles homonymes, voir Bell et Yim.
Dans ce nom, le nom de famille précède le nom personnel.
Yim Wing-chun (chinois simplifié : 严咏春 ; chinois traditionnel : 嚴詠春 ; pinyin : yán yǒngchūn ; cantonais Yale : yìhm wihngchēun) est une femme chinoise légendaire (vers XVIIe ou XVIIIe siècle), souvent citée dans les légendes comme la créatrice de l'art martial chinois qui porte son prénom : le wing chun. D'après la légende, Yim aurait appris les bases de ce style auprès d'une nonne nommée Ng Mui. Yim aurait ensuite épousé Leung Bok-cho.